# Hibernia (álbum)
Hibernia es el segundo álbum de estudio de la violinista irlandesa Máiréad Nesbitt lanzado oficialmente el 9 de diciembre de 2016 por Pledge Music.

## Antecedentes
Este es el segundo álbum oficial de Máiréad Nesbitt transcurridos quince años desde el lanzamiento de su álbum debut Raining Up de 2001, en los cuales durante doce años fue la violinista de la agrupación musical irlandesa Celtic Woman, publicando junto a ellas diez álbumes — entre ellos «Destiny», nominado a los Premios Grammy 2017— y recorriendo el mundo de sus aclamadas giras musicales.
El anuncio oficial acerca de la producción de este nuevo trabajo de estudio se llevó a cabo en las redes sociales principales de la artista el día 4 de mayo de 2016, en donde expresó que las grabaciones comenzarían en agosto próximo.
Ya terminada la segunda etapa de la gira Destiny World Tour de Celtic Woman en junio de 2016, el grupo toma un descanso para prepararse a grabar su undécimo disco Celtic Woman: Voices of Angels; título aún desconocido en esos días. El 28 de julio se dio a conocer una imagen que mostraba a la Orquesta de Irlanda grabando la melodía para el nuevo álbum, para muchos fanes y seguidores del grupo fue una agradable noticia; muchos ansiosos pensando en las nuevas piezas que interpretaría el grupo, sin embargo el 7 de agosto se anunció que Máiréad Nesbitt dejaría el grupo para dedicarse a grabar su nuevo trabajo. En su lugar llegó la violinista Tara McNeill.

## Detalles
Hibernia presenta un renovado y elaborado nuevo estilo de Nesbitt. Contó con el apoyo, asistencia y producción de la discográfica independiente Pledge Music. Apenas un día después del anuncio de su partida de Celtic Woman, Máiréad anunció la realización del concierto debut de Hibernia en el Hong Kong City Hall, acompañada por la orquesta City Chamber Orchestra of Hong Kong, dirigida por Chris Craker, en donde interpretaría piezas de Hibernia, Raining Up, Celtic Woman y mucho más. Los conciertos se realizaron los días 20 y 21 de septiembre de 2016. La preventa del disco fue desde el 19 de agosto al 28 de octubre. Las grabaciones de Hibernia iniciaron el 23 de agosto, en las cuales participaron amigos y familiares de Nesbitt, como su hermano Karl Nesbitt, sus padres John (acordeón) y Kathleen Nesbitt (violín), además cuenta con la participación especial del destacado tenor estadounidense Nathan Pacheco en el tema «To Bring Them Home». También, Nesbitt apareció como invitada especial de Pacheco en la canción «Emmanuel» para su álbum navideño Christmas Stories.

## Lista de temas
| Hibernia |                                                  |          |  |
| N.º      | Título                                           | Duración |  |
| 1.       | «Hallowed Fire»                                  | 2:50     |  |
| 2.       | «The First Sheaf»                                | 1:49     |  |
| 3.       | «Becoming»                                       | 2:48     |  |
| 4.       | «Sean Ó Duibhir A' Ghleanna»                     | 4:05     |  |
| 5.       | «The Ballydesmond Polkas»                        | 2:55     |  |
| 6.       | «Belles of Tipperary / Star of Munster»          | 2:33     |  |
| 7.       | «Merrily Kiss the Quaker / Denis Murphy’s Slide» | 2:32     |  |
| 8.       | «To Bring Them Home (feat. Nathan Pacheco)»      | 5:21     |  |
| 9.       | «Captain H»                                      | 2:51     |  |
| 10.      | «Bovaglies Plaid»                                | 4:31     |  |
| 11.      | «The Butterfly»                                  | 2:58     |  |
| 12.      | «There Is No Night»                              | 4:09     |  |
| 13.      | «The Dusk»                                       | 4:05     |  |
| 14.      | «The Dark»                                       | 3:15     |  |
| 15.      | «The Dawn»                                       | 4:53     |  |
| 51:35    |                                                  |          |  |

## Observaciones
- Hibernia a pesar de ser un nuevo álbum de estudio de Nesbitt contiene algunas piezas ya conocidas de su primer álbum pero con nuevos arreglos, estas piezas son Captain H, Bovaglies Plaid, The Butterfly y There Is No Night.
- Sumado a la publicación de este álbum, Máiréad se prepara a lanzar su línea de violines Máiréad Nesbitt Celtic Violin Collection en 2017.